# Domeykoa amplexicaulis
Domeykoa amplexicaulis är en flockblommig växtart som först beskrevs av H.Wolff, och fick sitt nu gällande namn av Mildred Esther Mathias och Lincoln Constance. Domeykoa amplexicaulis ingår i släktet Domeykoa och familjen flockblommiga växter. Inga underarter finns listade i Catalogue of Life.